# 琴叶厚喙菊
琴叶厚喙菊（学名：Dubyaea penduriformis）是菊科厚喙菊属的植物，是中国的特有植物。分布于中国大陆的云南等地，生长于海拔4,100米的地区，目前尚未由人工引种栽培。